# تيري فرنسيس
تيري فرنسيس (بالإنجليزية: Terry Francis)‏ هو دي جيه بريطاني، ولد في 28 يوليو 1966.

## وصلات خارجية
- تيري فرنسيس على موقع ميوزك برينز (الإنجليزية)
- تيري فرنسيس على موقع أول ميوزيك (الإنجليزية)
- تيري فرنسيس على موقع ديسكوغز (الإنجليزية)